# Oxytaenia barda
Oxytaenia barda är en stekelart som först beskrevs av Cresson 1868.  Oxytaenia barda ingår i släktet Oxytaenia och familjen brokparasitsteklar. Utöver nominatformen finns också underarten O. b. carolina.